# 弗里
弗里（法語：Vritz，法語發音：[vri]）是法国大西洋卢瓦尔省的一个旧市镇，位于该省东部偏北，属于沙托布里扬-昂斯尼区。2018年，弗里与临近的5个市镇合并为新市镇瓦隆德莱德尔（Vallons de l'Erdre）。

## 地理
弗里（47°34'54"N, 1°4'11"W）面积32.89 平方千米，位于法国卢瓦尔河地区大区大西洋卢瓦尔省，该省份为法国西北部沿海省份，位于布列塔尼半岛东南部，北起伊勒-维莱讷省，西北接莫尔比昂省，西临大西洋，南至旺代省，东临曼恩-卢瓦尔省。
与弗里接壤的市镇（或旧市镇、城区）包括：沙兰拉波特里、昂格里、康代、弗雷涅、勒潘。

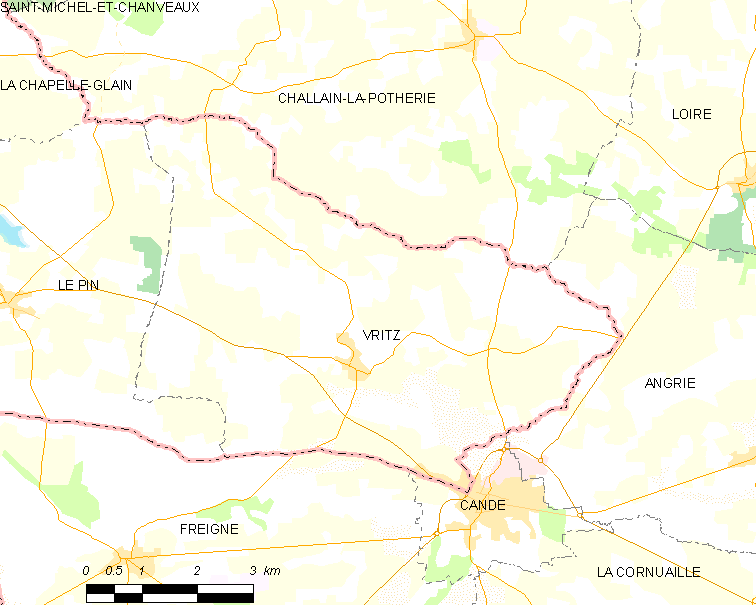
弗里的OSM定位图

弗里的时区为UTC+01:00、UTC+02:00（夏令时）。

## 行政
弗里的邮政编码为44540，INSEE市镇编码为44219。

## 政治
弗里所属的省级选区为昂斯尼-圣热雷翁县。

## 人口

1962-2008年间弗里人口变化图示

弗里于2018年1月1日时的人口数量为748人。